# Opera IX
Opera IX ist eine italienische Metal-Band, welche 1988 in Biella von Ossian (Gitarre) gegründet wurde.
Von 1992 bis 2001 war Cadaveria die Sängerin der Band. Sie gründete nach ihrem Ausstieg die Band Cadaveria und Madras wurde neuer Sänger der Band. Dieser verließ die Band allerdings bereits nach einem Album (Maleventum) und wurde durch M The Bard ersetzt.

## Stil
Während ihre ersten Demos eine Mischung aus Death-, Doom- und Black Metal waren, spielte die Band später Dark Metal. Ihre Texte handeln von keltischer Mythologie, Magie und Heidentum. Charakterisierend für die ersten drei Alben der Band sind äußerst komplexe, ungewöhnlich lange Stücke.

## Diskografie
- 1990: Gothik (Demo)
- 1992: The Triumph of Death (Demo)
- 1995: The Call of the Wood (Album, Miscarriage Records)
- 1998: Sacro culto (Album, Shiver Records; Wiederveröffentlichung: 2005 Avantgarde Music; 2009 Peaceville Records)
- 2000: The Black Opera (Symphoniae mysteriorum in laudem tenebrarum) (Album,  Avantgarde Music)
- 2002: Maleventum (Album,  Avantgarde Music)
- 2004: Anphisbena (Album,  Avantgarde Music)
- 2012: Strix maledictae in aeternum (Album, Agonia Records)
- 2013: Sabbatical Live (DVD, Selbstverlag)
- 2015: Back to Sepulcro (Album, Dusktone)
- 2018: The Gospel (Album, Dusktone)
- 2020: Necromantical Sacraments / Samhain (Split mit Black Oath, Iron Tyrant)
- 2022: Samonios (EP, Iron Tyrant)